# John Wishart

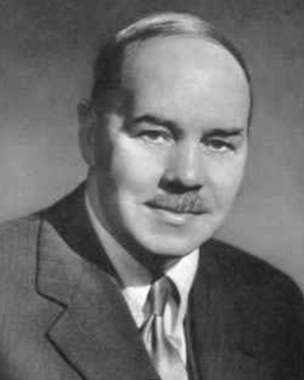
John Wishart

John Wishart (ur. 1898, zm. 1956) – brytyjski matematyk i statystyk, twórca rozkładu Wisharta. Był członkiem American Statistical Association oraz Królewskiego Towarzystwa Statystycznego. Pracował na University of Cambridge. 
Wishart współpracował naukowo z Ronaldem Fisherem. Był jego asystentem w czasie pracy w Stacji Eksperymentalnej Rothamsted.